# Sequeros
Sequeros – gmina w Hiszpanii, w prowincji Salamanka, w Kastylii i León, o powierzchni 6,27 km². W 2011 roku gmina liczyła 230 mieszkańców.